# Pánuco (Veracruz)
Pánuco è una municipalità dello stato di Veracruz, nel Messico centrale, il cui capoluogo è la località omonima.
Conta 97.290 abitanti (2010) e ha una estensione di 3.171,23 km². 	 		
Il nome della località in lingua huasteca significa nei pressi del guado, con allusione al passaggio del fiume Pánuco.